# Guerra de Jugurta
La guerra de Jugurta o guerra de Yugurta fue un conflicto bélico desarrollado entre númidas y romanos desde el 112 a. C. hasta el 105 a. C. Toma su nombre de Jugurta, sobrino y posteriormente hijo adoptivo de Micipsa, rey de Numidia. El historiador romano Salustio narró esta guerra, así como sus consecuencias, en su libro Guerra de Jugurta (en latín, Bellum Iugurthinum).

## Jugurta y Numidia

Numidia entre 112 y 105 a. C. y principales batallas de la guerra.

Numidia era un reino norteafricano, situado cerca de Cartago, el mayor enemigo de la República romana. Micipsa, rey de Numidia, murió en el 118 a. C. Sus descendientes fueron dos hijos naturales, Aderbal y Hiempsal, y un sobrino suyo, hijo adoptivo, llamado Jugurta. La voluntad de Micipsa era que a su muerte sus tres hijos compartieran el reino. Después de la muerte del rey, Jugurta demostraría ser un hombre despiadado y sin escrúpulos capaz de cualquier cosa para alcanzar lo que deseaba, incluyendo el asesinato, el soborno y la traición. Jugurta aprendió técnicas y tácticas militares romanas como comandante del ejército de Numidia, bajo el mando de Escipión Emiliano que realizó el sitio de Numancia.
A la muerte de Micipsa, Jugurta ordenó el asesinato de sus hermanos. Hiempsal fue asesinado pero Aderbal pudo huir a Roma, donde solicitó ayuda para enfrentarse a Jugurta. Una comisión romana viajó a Numidia en el año 116 a. C. para establecer un tratado de paz y dividir el reino entre los dos hermanos. Debido a que Jugurta sobornó a los oficiales romanos de la comisión, las regiones más ricas de Numidia le fueron entregadas a él. No obstante, se aceptó el resultado y se estableció un periodo de paz. Sin embargo, poco después, en el 113 a. C., Jugurta provocó una guerra contra su hermano, acorralándolo finalmente en la capital de su reino, Cirta. Aderbal resistió el cerco junto con los habitantes de Cirta. Una segunda comisión romana llegó a Numidia, pero tras ser de nuevo sobornada por Jugurta, permitió que este tomara la ciudad y ejecutara a su hermano junto con muchos otros habitantes que le habían ayudado a defenderla, algunos de ellos ciudadanos romanos e italianos. La ejecución de ciudadanos romanos, forzó al Senado a declarar la guerra a Numidia en el año 111 a. C.

## Lucio Calpurnio Bestia
El cónsul romano Lucio Calpurnio Bestia lideró el ejército enviado por Roma contra Jugurta. Jugurta se rindió pero los términos de la rendición fueron inusualmente favorables a sus intereses.
Aparentemente, Jugurta había sido capaz de sobornar a Bestia, aunque, hasta tal punto fueron tan favorables los términos en los que se firmó la rendición de Jugurta, que condujeron a que se abriera una investigación interna en Roma. 
Jugurta fue convocado a Roma y este, a su llegada, sobornó a dos tribunos de la plebe romanos para que le protegieran y no tuviera que testificar. También intentó organizar el asesinato de uno de sus potenciales rivales, su sobrino Masiva, que vivía en Roma. Esta última acción supuso su expulsión de Roma. 
A finales del año 110 a. C. o comienzos del 109 a. C., Jugurta derrotó al ejército romano comandado por el pretor Aulo Postumio Albino, hermano del cónsul Espurio Postumio Albino, en la batalla de Suthul, utilizando para ello diferentes tretas, incluyendo sobornos y traiciones. Tras la victoria solicitó de Roma el reconocimiento como regidor plenipontenciario de Numidia, pero el Senado romano denegó tal reconocimiento.

## Quinto Cecilio Metelo
El cónsul Quinto Cecilio Metelo fue enviado a las provincias norteafricanas para derrotar a Jugurta. En honor a los esfuerzos realizados durante esta misión, recibió posteriormente el sobrenombre Numídico. Metelo fue un honrado y capaz comandante que utilizó una exitosa estrategia de guerra dirigida a destruir las líneas de suministro del ejército enemigo, lo que obligó a Jugurta a utilizar tácticas de guerrillas. Una lucha interna entre Metelo y su legado, Cayo Mario, llevó al retorno de este último a Roma, donde fue elegido cónsul en el año 107 a. C. Mario ambicionaba tomar el mando de la guerra contra Numidia. 
Numidia no era un área designada como protectorado consular por el Senado Romano, sin embargo, la población aprobó una ley en la Asamblea de la Plebe que dio el mando a Mario en lugar de Metelo en el año 107 a. C. En este caso, la Asamblea usurpó los derechos y poderes históricos del Senado, que en este asunto tuvo que rendirse.

## Cayo Mario
Cuando Mario llegó a Numidia, Jugurta había unido las fuerzas con su suegro, Boco I, el rey de Mauretania. Mario continuó el plan de Metelo y consiguió varias victorias pero, justo como la anterior estrategia fabiana, las tácticas de Jugurta lograron evitar una victoria romana decisiva en el campo de batalla. 
Por otra parte, Boco I, negoció una paz con los romanos que incluyó engañar y poner a Jugurta bajo su control. A cambio, Boco recibió parte del reino de Numidia. Jugurta fue capturado y, después de un triunfo, estrangulado en el Tullianum, cárcel ubicada en el Foro Romano.

## Conclusiones
La guerra de Jugurta mostró claramente los problemas de la República romana en esa época. El hecho de que Jugurta fuera capaz de mantenerse en el poder mediante la compra o soborno de oficiales, militares y civiles romanos, refleja el declive ético de la época. La búsqueda del poder individual, muchas veces a expensas del estado, se muestra en el ascenso de Cayo Mario, conseguido ignorando las tradiciones romanas. De los acontecimientos protagonizados por Cayo Mario fue testigo su oficial (cuestor) Lucio Cornelio Sila, quien más tarde sería rival de Mario en la primera guerra civil de la última época de la república. El comienzo de esta rivalidad, de acuerdo al historiador Plutarco, fue presumiblemente el papel crucial que jugó Sila en la captura de Jugurta, lo que condujo a que él portara un anillo mostrando la captura, a pesar de que Mario fuera el galardonado como victorioso por ello.
El historiador romano Salustio escribió un monográfico sobre esta guerra, enfatizando el declive ético en Roma. Esta es la principal fuente para conocer los hechos de la guerra, junto a las biografías sobre Sila y Mario escritas por Plutarco.